# Savarinathan Michael Augustine

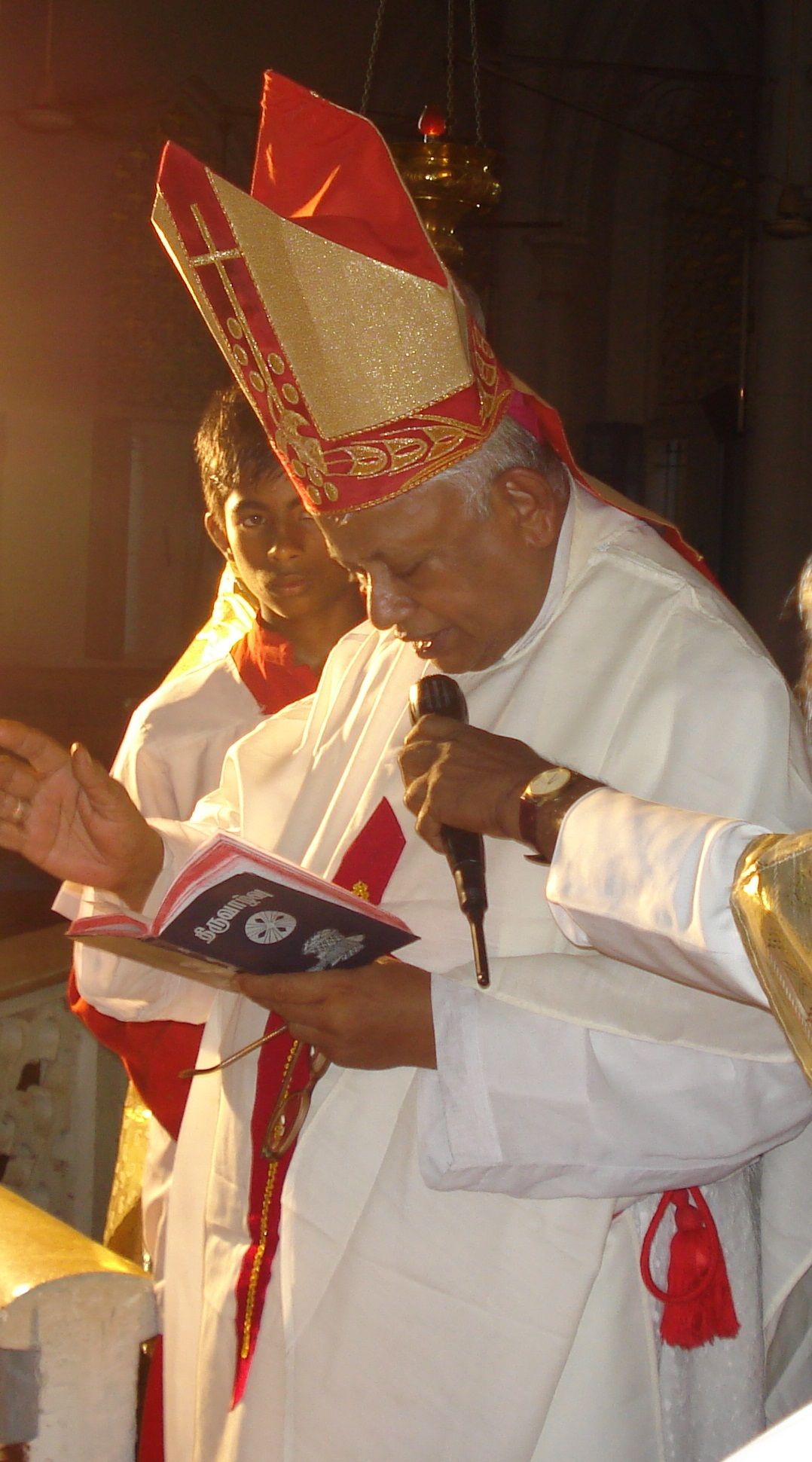
Michael Augustine trong phẩm phục giám mục khi cử hành Thánh lễ

Savarinathan Michael Augustine (1933 – 2017) là một giám mục người Ấn Độ của Giáo hội Công giáo Rôma. Ông nguyên là Tổng giám mục Tổng giáo phận Pondicherry and Cuddalore từ năm 1992 đến năm 2004. Trước khi trở thành Tổng giám mục, ông cũng từng là Giám mục chính tòa Giáo phận Vellore và Giám mục Phụ tá Tổng giáo phận Madras and Mylapore.

## Tiểu sử
Tổng giám mục Savarinathan Michael Augustine sinh ngày 12 tháng 6 năm 1933 tại Kovilanur, Ấn Độ. Sau quá trình tu học tại các chủng viện theo quy định của Giáo luật, ngày 15 tháng 4 năm 1961, Phó tế Agustine tiến đến việc được truyền chức linh mục, bởi Chủ phong là Tổng giám mục Ambrose Rayappan, Tổng giám mục Tổng giáo phận Pondicherry and Cuddalore. Tân linh mục cũng trở thành thành viên của linh mục đoàn của Tổng giáo phận này.
Với hơn 14 năm kinh nghiệm trong công tác mục vụ, ngày 30 tháng 1 năm 1978, thông tin từ Tòa Thánh cho biết Giáo hoàng đã tuyển chọn linh mục Savarinathan Michael Augustine làm Giám mục Phụ tá Tổng giáo phận Madras and Mylapore (Meliapor), với chức danh Giám mục Hiệu tòa Bararus. Các nghi thức tấn phong cho vị tân chức được cử hành sau đó vào ngày 29 tháng 3 cùng năm, với sự tham dự của ba giáo sĩ cấp cao dự phần vào nghi thức truyền chức. Chủ phong cho tân giám mục là Tổng giám mục Duraisamy Simon Lourdusamy, Tổng Thư kí Thánh bộ Phúc âm hóa các Dân tộc. Hai giáo sĩ khác trong vai trò phụ phong là Tổng giám mục Anthony Rayappa Arulappa, Tổng giám mục Tổng giáo phận Madras and Mylapore (Meliapor) và Tổng giám mục của Pondicherry and Cuddalore là Venmani S. Selvanather. Tân giám mục chọn cho mình châm ngôn:Life of a shepherd.
Ba năm sau khi được chọn làm Giám mục Phụ tá tại  Madras and Mylapore (Meliapor), ngày 19 tháng 6 năm 1981, Tòa Thánh công bố quyết định thuyên chuyển Giám mục Augustine, 48 tuổi, làm Giám mục chính tòa Giáo phận Vellore.
Hơn mười năm trên cương vị lãnh đạo của Giáo phận Vellore của Giám mục Augustine chấm dứt bằng quyết định của Tòa Thánh ấn kí ngày 18 tháng 2 năm 1992, qua đó, thăng Giám mục Savarinathan Michael Augustine làm Tổng giám mục chính tòa Tổng giáo phận Pondicherry and Cuddalore. Tân Tổng giám mục sau đó đã đến nhận nhiệm sở vào ngày 25 tháng 6 năm 1992.
Ngày 10 tháng 6 năm 2004, Tòa Thánh chấp thuận đơn xin từ nhiệm của Tổng giám mục Savarinathan Michael Augustine. Ông qua đời sau đó vào ngày 4 tháng 11 năm 2017, thọ 84 tuổi.